# Morelia
För andra betydelser, se Morelia (olika betydelser).
Morelia är en delstatshuvudstad i centrala Mexiko och är den administrativa huvudorten för delstaten Michoacán de Ocampo.  Staden grundades 18 maj 1541. Morelia är ett av Unescos världsarv sedan 1991. Tidigare hette staden Valladolid efter staden i Spanien med samma namn. Dagens namn är efter José María Morelos hjälte i mexikanska frihetskriget.

## Stad och storstadsområde
Staden har 626 362 invånare (2007), med totalt 705 213 invånare (2007) i hela kommunen på en yta av 1 194 km².
Storstadsområdet, Zona Metropolitana de Morelia, har totalt 759 292 invånare (2007) på en yta av 1 456 km². Området består av de två kommunerna Morelia och Tarímbaro.